# Malcolm Marmorstein
Malcolm Marmorstein (9 août 1928 - 21 novembre 2020)) est un scénariste et réalisateur américain.

## Biographie
En 1975, le producteur Jerome Courtland redécouvre un projet des studios Disney intitulé Peter et Elliott le dragon (1977) et demande à Malcolm Marmorstein d'écrire un nouveau scénario. Courtland demande dans un courrier à Marmorstein de développer le scénario qu'il a découvert et il demande aussi à Al Kasha et Joel Hirschhorn de composer la musique.
```
Il meurt 21 novembre 2020 à l'âge de 92 ans des suites d'un cancer
[
1
]
.
```

## Filmographie
- 1963 : Les docteurs, scénariste en chef
- 1966-67 : Dark Shadows (82 épisodes) [4],[5]
- 1968 : Peyton Place, 15 épisodes
- 1971 : Night Gallert, 1 épisode
- 1974 : Les 'S' Pions (S*P*Y*S), scénario
- 1975 : Mary, Mary, Bloody Mary, scénario
- 1975 : L'Infirmière de la compagnie casse-cou (Whiffs), scénario
- 1977 : Peter et Elliott le dragon (Pete's Dragon), scénario
- 1978 : Les Visiteurs d'un autre monde (Return to Witch Mountain), scénario
- 1984-1988 : ABC Weekend Specials, 9 épisodes
  - 1984 : Poochie, téléfilm
  - 1984 : Rose Petal Place (en), téléfilm
  - 1985 : Rose Petal Place: Real Friends, téléfilm
- 1985-87 : CBS Storybreak (2 épisodes)
  - 1985 : Konrad', téléfilm
- 1990 : The Witching of Ben Wagner, téléfilm
- 1991 : Dead Men Don't Die (en), scénario et réalisateu
- 1993 : Love Bites, scénario et réalisateur